# Атикамек (мова)
Атикамек (самоназва - Atikamekw nehiromowin) - алгонкінські мови ; один з діалектів кри, на якому говорять індіанці племені атикамек, які проживають в південно-східному Квебеку . 
Атикамек - єдиний діалект кри, що зберіг звук / r / (у всіх інших діалектах кри-Монтані цей звук перейшов в / n /, / y /, / l / або / ð /). 
У атикамек є помітне число запозичень з мови оджибве .

## Фонетика

### Приголосні
|             | білабіальний | альвеолярні | Пост-альвеолярні | Велярний | Глоттальние |
| ----------- | ------------ | ----------- | ---------------- | -------- | ----------- |
| Смичні      | p [p]        | t [t]       |                  | k [k]    |             |
| Аффрікати   |              |             | tc [tʃ]          |          |             |
| Фрикативні  |              | s [s]       | c [ʃ]            |          | h [h]       |
| Носові      | m [m]        | n [n]       |                  |          |             |
| Апроксимант | w [w]        |             |                  |          |             |
| Ударні      |              | r [r]       |                  |          |             |

### Голосні
- короткі 
  - a [a]
  - e [e]
  - i [i]
  - o [o]

- довгі 
  - â [aː]
  - ê [eː]
  - î [iː]
  - ô [oː]